# Phare de Braddock Point

Le phare de Braddock Point (en anglais : Braddock Point Light), est un phare actif situé à l'ouest de Braddock Bay (en) sur le lac Ontario, dans le Comté de Monroe (État de New York).

## Histoire
Le phare a été établi et allumé en 1896 et a été désactivé en 1954. Le phare a été construit en brique rouge, avec une tour octogonale. La partie lanterne de la tour a été retirée d'un phare des années 1870 à Cleveland, dans l'Ohio, puis transférée à Braddock Point en 1895. La lentille d'origine, installée en 1896, était une lentille de Fresnel de troisième ordre et demi. Les deux tiers supérieurs de la tour ont été enlevés par la Garde côtière en 1954 en raison de dommages structurels.
La Garde côtière a réactivé le feu le 28 février 1999. Le phare est devenue une propriété privée et a ouvert ses portes en tant que gîte touristique en 1957. Le phare a changé plusieurs fois de propriétaire mais reste un gîte touristique B & B

## Description
Le phare  est une tour octogonale en brique rouge avec une galerie et une lanterne octogonale de 15 m de haut. La tour et la lanterne est non peinte. Son feu isophase émet, à une hauteur focale de 17 m, un éclat blanc de 3 secondes par période de 6 secondes. Sa portée est de 15 milles nautiques (environ 28 km).

## Caractéristiques dufeu maritime
Fréquence : 6 secondes (W)
- Lumière : 3 secondes
- Obscurité : 3s secondes

Identifiant : ARLHS : USA-075 ; USCG : 7-2350 .

### Lien connexe
- Liste des phares de l'État de New York